# Doppio scafo

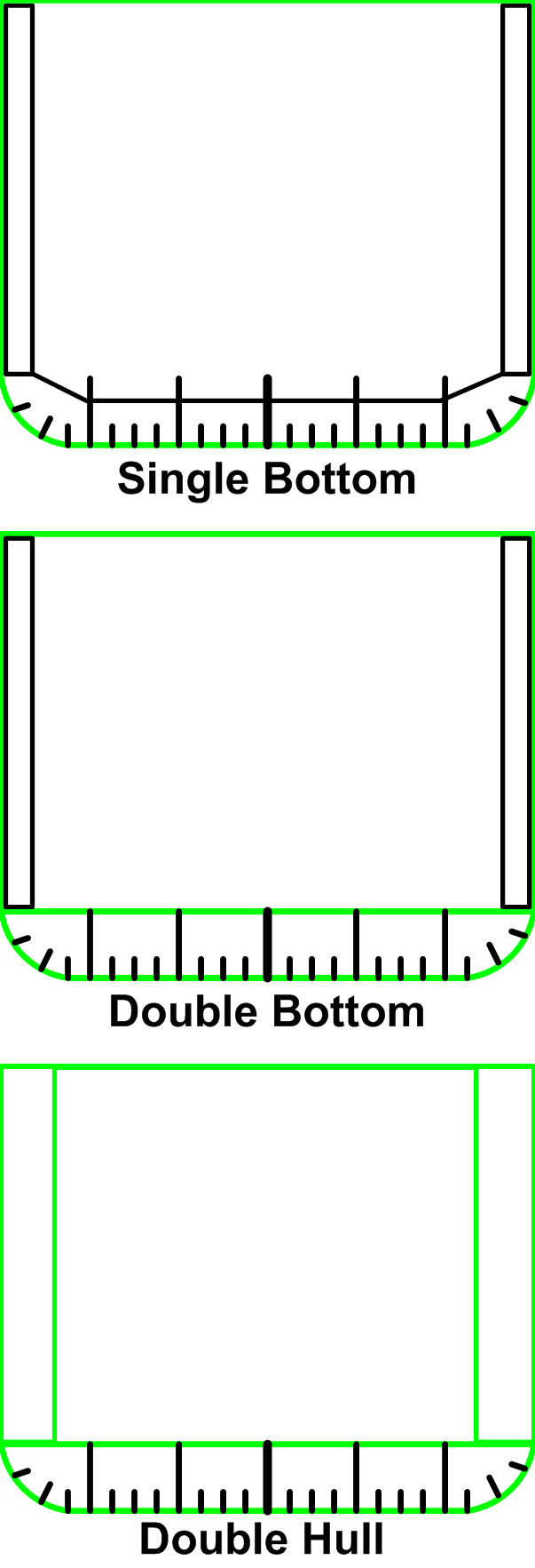
Sezione di una nave a Scafo singolo, a doppio fondo ed a doppio scafo. le linee verdi rappresentano le strutture stagne mentre quelle nere non lo sono.

Col termine doppio scafo si intende una nave il cui scafo è stato progettato e  costruito in modo che il fondo ed i lati della nave sono formati da due strati completi di superficie stagna: uno strato esterno che è il normale scafo della nave, ed un secondo scafo interno, tipicamente distante pochi piedi da quello esterno, che serve come ulteriore barriera all'acqua nel caso lo scafo esterno risulti danneggiato o subisca perdite.
Lo spazio tra i due scafi è talvolta usato per lo stoccaggio di carburante o acqua di zavorra.
Gli scafi doppi costituiscono una misura di sicurezza più estesa rispetto agli scafi doppio fondo, che hanno due scafi solo sul fondo della nave, ma non sui lati.
Nelle collisioni a bassa energia, il doppio scafo è in grado di prevenire le inondazioni del compartimento interessato. In collisioni ad alta energia, generalmente, invece, la distanza tra gli scafi non è sufficiente ad impedire che il compartimento interno si allaghi.
Gli scafi doppi o quelli a doppio fondo sono stati richiesti, da decenni, per tutte le navi passeggeri, da parte della Convenzione internazionale per la salvaguardia della vita umana in mare o convenzione SOLAS.

## Petroliere
La capacità del doppio scafo di prevenire o ridurre le fuoriuscite di combustibile, ha portato alla standardizzazione del doppio scafo per alcuni tipi di navi, tra cui le petroliere da parte della Convenzione internazionale per la prevenzione dell'inquinamento causato da navi o convenzione MARPOL. Un doppio scafo non protegge contro le collisioni ad alta energia o gli incagliamenti che hanno causato la maggior parte degli inquinamento da idrocarburi.
Dopo il disastro della Exxon Valdez, quando quella nave urtò la Bligh Reef al di fuori del porto di Valdez, Alaska, il governo degli Stati Uniti ha richiesto che tutte le petroliere che arrivavano nei porti degli Stati Uniti, fossero dotate di un doppio scafo completo.

## Sottomarini
Nei sottomarini, la struttura a doppio scafo è significativamente differente, essendo costituita da uno scafo esterno più leggero ed uno interno pressurizzato. Lo scafo esterno destinato più a fornire una forma idrodinamica allo scafo interno che è pressappoco cilindrico. Oltre a canalizzare il flusso di acqua attorno al sottomarino (noto anche come bypass idrodinamico), tale rivestimento esterno serve come sostegno delle tegole anecoiche, che sono progettate specificamente per assorbire il suono, contribuendo a nascondere la nave ai rilevamenti sonar.